# ひそねとまそたん
『ひそねとまそたん』は、ボンズ制作による日本のテレビアニメ作品。公式略称は『ひそまそ』。2018年4月から6月まで、TOKYO MX・BSフジほかにて放送された。
航空自衛隊が管理する「軍用機に擬態するドラゴン」と、新人の女性搭乗員たちの交流を描くオリジナル作品。2017年12月3日に開催された東京コミコン2017にて、映画『シン・ゴジラ』の監督として知られる樋口真嗣による完全オリジナルテレビアニメとして、本作の制作が発表された。樋口は『新世紀エヴァンゲリオン』などのアニメ作品に参加してきたが、アニメの総監督に就任するのは今回が初めてとなる。また、『あの日見た花の名前を僕達はまだ知らない。』の脚本を手がけた岡田麿里とコンビを組むことも発表された。
第22回文化庁メディア芸術祭アニメーション部門優秀賞
、VFX-JAPANアワード 2019テレビ番組 アニメCG部門 優秀賞を受賞。

## あらすじ
甘粕ひそねは航空自衛隊岐阜基地に配属された新人自衛隊員。周囲とのトラブルを避けるよう地味に生きてきたが、ある日、基地の格納庫で巨大なドラゴンと遭遇する。その生き物はF-15J戦闘機に偽装して空を飛ぶ、国家機密級の「変態飛翔生体 (OTF) 」だった。ひそねは相性を買われてOTFを操縦する飛行要員（Dパイ）に任命され、そのドラゴンをまそたんと命名する。
岐阜基地には星野絵瑠、絹番莉々子、日登美真弓ら各地のDパイとOTFも集められる。自己意識に問題を抱える彼女たちは、チームとして上手く行動できなかったが、孤島での合同訓練を経て同僚や乗機への理解を深めていく。
ひそねたちは超大型OTFミタツ様を臥所（ふしど）へ誘導する「マツリゴト」に向けて厳しい訓練を行うが、まそたんは小此木榛人に恋をしたひそねを受け付けなくなる。責任を感じたひそねは自衛官を辞め、富山の実家にひきこもる。指導役の樋本貞がまそたんに搭乗してマツリゴトに臨むが、異状を感じたひそねは自分の気持ちに整理をつけ、まそたんに乗り込む。ミタツ様を鎮めるためいけにえが必要と知ったひそねは巫女の代わりにまそたんとミタツ様の中に飛び込む。
ミタツ様は山に変わり、ひそねとまそたんは消息不明となったが、仲間たちは彼女らが無事であると信じて疑わなかった。山を訪れた小此木は飛び出してきたまそたんに呑まれ、ひそねと言葉を交わす。

## 登場人物

### Dパイ
OTF飛行要員、ドラゴンパイロットのこと。フライトの際はOTFに飲み込まれて胃の中に入り、四つん這いの姿勢をとりつつ、胃の内壁を刺激することでOTFを操縦する。任務中は胃液で消化されないための特殊スーツを身につけ、頭に被るヘッドピースリアライザー（通称：ヘッピリ）からヴァーチャルな視覚情報を得る。搭乗経験を積めばスムーズに乗り降りできるが、不慣れな場合はOTFに吐剤を注入して、強制的にリバースさせられる。熟練したDパイは不用意な刺激を与えないので、胃液の分泌を抑えることができる。
Dパイになれるのは適性評価を受けた若い女性のみで、そのドラゴンに選ばれた（受け入れられた）娘でなければ搭乗できない。彼女たちの秘密を知る自衛隊幹部からは「白い恋人」と呼ばれている。彼女たちの共通点は「自分を好きになれず、心に空白を持っている」「自分を不完全だと思い、OTFといることで初めてアイデンティティーを見いだせる」という精神面の欠落である。もし、Dパイの心の空白が恋愛感情によって満たされると、OTFは拒絶反応を示して体内に受け入れなくなる（搭乗した場合は胃液で消化しようとする）。これを吻合（ふんごう）と呼ぶ。
甘粕ひそね（あまかす ひそね）
声 - 久野美咲
岐阜基地所属の新人であり、まそたんのDパイ。富山県出身。適性検査の結果、総務課庶務係からOTF飛行班へ転属となる。2等空曹（2話までは2等空士）。TACネーム（タックネーム）は「ひそね（HSN）」。ヒップは86cm、肩幅は36cm。
場の空気を読まずに思ったことを無意識に口にしてしまう癖があり、それが原因で話し相手を傷つけてしまうことに悩んでいる（本人曰く「マジレッサー」）。周りと深く関わることを避け、高校卒業後の進路として任期限定の自衛隊を選んだ。思いがけずOTF（まそたん）のDパイに抜擢され、空を飛ぶ快感と「自分にしかできないこと」に目覚めて俄然やる気を出すが、調子に乗りすぎて失敗することもしばしば。
吻合を起こして、小此木への好意を自覚したあと「大切な人たちやまそたんに辛い思いをさせたくない」と自衛官を辞めて富山の実家に戻るが、マツリゴトの日、まそたんが迷走して富山に向かっているのを感じとってバイクで駆け付ける。柿保に土下座して謝罪し、「大切な人たちと会わせてくれたまそたんが一番大事」という思いに至ったことを話してDパイに復帰する。いけにえになる棗に代わってミタツ様に楔を打ち込んだあと、まそたんと共に消息不明になるが、3か月後、山になったミタツ様に登ってきた小此木とまそたんの中で再会、言葉を交わした。
貝崎名緒（かいざき なお）
声 - 黒沢ともよ
岐阜基地所属のDパイ候補生。2等空士。TACネームは自称「セクシージャガー」（後に正式採用）。
背は小さいが気が強く、言動は荒っぽい（ひそね曰く「小学生ヤンキー」）。元Dパイだった母親の影響で自分も候補生になったが、OTF（まそたん）に受け入れてもらえず、内心劣等感を抱いている。後輩のひそねに嫉妬しいびろうとしたが、ひそねのペースに巻き込まれ、なぜか面倒を見てしまう。実は真面目な努力家であり、憧れの幾島の前では乙女っぽい一面も見せる。新たに開発された「OTFがなんだか口にしたくなるスーツ」のおかげでまそたんに搭乗出来るようになり、おぼつかない機動ながらも放熱目的限定であれば飛行が可能となった。
マツリゴト終了後はOTFの整備士になる。
星野絵瑠（ほしの える）
声 - 河瀬茉希
福岡県築城基地所属の空曹長。F-2A（ノーマ）のDパイ。TACネームは「ペンギン」。
クールな美女で成績も優秀だが、プライドが高く慣れ合いを嫌い、Dパイ仲間の中でも浮いている。幼い頃からF-2Aに強い憧れを抱き、航空自衛隊初の女性ファイターパイロットを目指してきたが、希望外のDパイ任務を命じられたことに苛立っていた。しかし、無人島訓練の際、ノーマの献身的な姿を知ってようやくOTFに心を開き、自らのDパイとしての役目を受け入れる。自分にしつこく言い寄ってくる財投を冷たくあしらいつつも、徐々に男性として意識するようになり、吻合を起こしてしまう。しかし財投のセクハラ発言に激怒して彼への思いを断ち切り、Dパイに復帰した。
マツリゴト作戦終了後、築城に帰る前に財投に発言の真意を問いただし、彼の告白に「考えておきます」と返事した。
絹番莉々子（きぬつがい りりこ）
声 - 新井里美
青森県三沢基地所属の2等空曹。E-2C（あけみ）のDパイ。TACネームは「ジミー」。
知性派だが常に悪い結果を想定してしまうネガティブ思考の持ち主。「視線恐怖症」で基本的に他人と接するのが苦手だが、言いたいことをズバズバという場面も。「仕事と私生活は分けるタイプ」ということで、任務以外では自らをタックネームではなく「りりこす」と呼ぶように申し出る。漫画「キングダム」を愛読している。
日登美真弓（ひとみ まゆみ）
声 - 名塚佳織
埼玉県入間基地所属の2等空曹。C-1（フトモモ）のDパイ。TACネームは「モーリス」。
大柄だがおっとりした性格の女性。自己評価が低く、周りに迷惑をかけてしまうことを気にしている。動物園の飼育員からスカウトされ、OTFに優しく接する一方、OTFを物として扱う星野に対して静かながらも怒りを覚えている。無人島訓練以後は「ひとみん」と呼ばれる。昭島によれば「母性が強いタイプ」とされ、岐阜基地の男性隊員内での人気ナンバーワンとみられている。

### 航空自衛隊岐阜基地
柿保令美（かきやす れみ）
声 - 釘宮理恵
岐阜基地所属のOTF飛行班長。2等空佐。TACネームは「パーシモン（PERSIMMON）」。クールで冷静沈着。元Dパイ候補生で森山とは輸送機飛行班時代の先輩と後輩の関係である。森山の結婚相手は柿保も片思いしていた相手だったらしく、柿保は森山に「譲ってあげた」と告白している。
自衛官を辞めると申し出たひそねに激怒し、寮から叩き出したが、マツリゴト当日、まそたんの異常行動を追いかけ、ひそねからの謝罪を受け入れてDパイに復帰させた。
曽々田弘（そそだ ひろし）
声 - 中田譲治
岐阜基地飛行開発実験団司令。空将補。Dパイの存在意義やOTF（まそたん）に選ばれたひそねを重要視している。温厚な人格者であり、隊員たちに対する配慮も良く、脱柵した貝崎をひそねが捜索に志願した際は夜間飛行に紛れてOTFを発進させる許可を下すなど柔軟な決断ができる。
小此木榛人（おこのぎ はると）
声 - 梶裕貴
岐阜基地所属のOTF機付長（整備責任者）。空士長。ひそね曰く童顔で喫煙者（電子タバコを使用）。穏やかで落ち着いた性格でひそねの理解者の一人。OTFの整備だけでなく彼らに声をかける気遣いを見せる。実は「マツリゴト」に関わる家柄の出で、神祇官の大副。
巫女の棗とは幼なじみで妹のように思っており、楔女(くさびめ)としての役目を果たさなければならない棗を思い涙を流した。
財投豊（ざいとう ゆたか）
声 - 徳本恭敏
岐阜基地所属のF-15J（機体記号02-8969）戦闘機パイロット。1等空尉。TACネームは「ゼットン（ZETTON）」。茶色の角刈りで見た目は軽くやる気のなさそうに見えるが、訓練等において的確な指示を出すほどに経験豊富で確かな腕前を持つ。女性に関しては「揺りかごから墓場まで」という幅広い守備範囲を自称しているが何故かひそねには反応しない。気の強い星野にちょっかいを出し、模擬戦ではノーマをしつこく追い詰めて擬態を解かせる原因になったが、その後は彼女の実力を認めている。星野が吻合を起こした時は、わざとセクハラ発言をして彼女を怒らせ、Dパイに復帰させた。
のちに星野から真意を問われ「大事にしたい」と答えた。
前澤真吾（まえさわ しんご）
声 - 川田紳司
岐阜基地所属の戦闘機飛行班長でF-15J（機体記号02-8967）戦闘機パイロット。2等空佐。TACネームは「ジョニー（JHONNY）」。リーゼントヘアが特徴の強面。非常に短気な性格で、トラブルや問題を頻繁に起こすOTF及びDパイを迷惑がっている。
尾長等（おなが ひとし）
声 - 浜田賢二
岐阜基地所属のF-15J（機体記号02-8970）戦闘機パイロット。1等空尉。TACネームは「ロングテール（LONGTAIL）」。戦闘機飛行班の中で一番身長が高く黒の角刈り、耳も人一倍大きく浅黒い肌をしており、語尾に「～ッス」を付ける。岐阜基地航空祭で大トリの「機動飛行」を担当する程の腕を持っている。九州地方出身で感情が高ぶったりすると言葉も九州弁になる。昭島による分析では日登美に好感を寄せているとされており、第7話での日登美からの応対に終始動揺する場面もあった。
小暮（こぐれ）
声 - 越後屋コースケ
岐阜基地所属の輸送機飛行班長。2等空佐。四角い赤縁の眼鏡を掛け、たらこ唇で気の弱そうな顔をしている。度々衝突する柿保と前澤のなだめ役で肩身の狭いOTF飛行班に対して理解を示しており、万が一のOTF及びDパイ関連のトラブルに対しても最大限のフォローをするとも言っている。
城田（しろた）
声 - 滑川洋平
岐阜基地所属のパイロット。2等空尉。TACネームは「キャッスル（CASTLE）。」。黒い短髪で丸い目をしている。築城基地に所属していたが、坂田と同じ時期に岐阜基地に転属してきた。
坂田（さかた）
声 - 中務貴幸
岐阜基地所属のパイロット。1等空尉。TACネームは「スロープ（SLOPE）」。茶色の天然パーマで半目。別の基地から城田と同じ時期に岐阜基地に転属してきた。
宮川（みやがわ）
声 - 手塚ヒロミチ
岐阜基地所属のパイロット。1等空尉。TACネームは「イール（スペルは不明（第4話時点））」。丸刈り頭で厚みの唇と割れた顎、浅茶色の肌をしている。財投や寺西と共に、Dパイ時代の森山を知っている。
寺西（てらにし）
声 - 山口智広
岐阜基地所属のパイロット。2等空尉。TACネームは「テンプル（TEMPLE）」。茶色の短髪で白目の無い黒点のみで描かれている目が特徴。財投や宮川と共に、Dパイ時代の森山を知っている。
昭島英子（あきしまえいこ）
声 - 生天目仁美
第二補給所総務課勤務。階級は3曹。自称「岐阜一の恋愛エキスパート」として「衣通（ソトオリ）作戦」を実行する。

### その他
樋本貞（ひのもと さだ）
声 - 朴璐美
岐阜基地内に出入りする年配のヤクルトレディ。ひそね曰く「謎のジョアおばあさん」。
かつて、太平洋戦争下のラバウル航空隊で「ラバウルの天女」と呼ばれたパイロットであり、74年前の作戦（政）に従事した最後のDパイだった。正体を明かしたのち、マツリゴトの訓練に励むDパイたちを厳しく指導する。TACネームは「サダ」。当時の楔女だった八重には友情を超えた想い（当時はそれが恋心であると自覚していなかったため、吻合を起こすことはなかった）を抱いており「2人でパリに逃げよう」と言っていたものの結局八重の犠牲を止められなかった苦い過去があった。ひそねがまそたんに乗れなくなっていたためマツリゴトの際再びDパイとして搭乗するも、八重への想いをはせたことで吻合を起こしてしまう。復帰したひそねに対してその覚悟を問い、ひそねの行動に怒る飯干には「ここはDパイの領域、文句があればここまで上がってこい」と言い放ちひそねを後押しする。
マツリゴト終了後はヤクルトレディーに戻る。
森山（もりやま）
声 - 斎藤千和
元2等空尉で現役当時のTACネームは「フォレスト」。3年前まで岐阜基地でOTF（まそたん）のDパイを務め、「オスカー（OTFのO=Oscar）」と呼んでいた。また、輸送機飛行班時代は柿保の後輩で、操縦の腕はピカイチだった。結婚・妊娠後に除隊し、いまは一児の母となっている。除隊の本当の理由は「オスカーが乗せてくれなくなったため」。息子を連れて航空祭を訪れた際、後任者のひそねのTACネームを「ひそね」に決めた。
幾嶋博己（いくしま ひろき）
声 - 諏訪部順一
航空装備メーカー「岡本化成バーンズ/ウォリス 特殊被覆部 開発課」次長の技術者。航空自衛隊の要請を受け、Dパイ専用パイロットスーツの開発を担当している。イタリア製スーツを着こなす伊達男だが、Dパイスーツを身につける女性の人格には興味がなく、ストイックながらセクハラまがいの言動を繰り返す。
飯干（いいぼし）
声 - 下山吉光
宮内庁式部官。74年に一度、日本が国の総力を挙げて行う一大儀式「マツリゴト」を統括する宮内庁の責任者。マツリゴトに要する1485億円の予算案を作成し、内容を秘匿したまま国会に提出する下準備をするなど、主に裏方として暗躍している。「白い恋人」「かもめの玉子」「ブルーインパルスかすてらまんじゅう」などのご当地銘菓や地域限定商品を手に入れるのが趣味。
三角棗（みすみ なつめ）
声 - 福本莉子
マツリゴトに参加する巫女の一人で今回の楔女。榛人と同じく「マツリゴト」に関わる家柄に生まれの幼馴染みで、ハッキリと彼の事が好きだと周りに表明している。それ故、ひそねを恋敵としてマークしている。
楔女になることを望み、ミタツ様と一体化することを「気持ちいいこと」と聞いていたが、マツリゴトの途中「全然気持ち良くない」と気づく。ひそねから恋のライバルとして戦おうと説得され、他の巫女たちと共に脱出した。
千堂八重（せんどう やえ）
声 - 塙真奈美
74年前のマツリゴトに参加していた巫女で、「楔女」に選ばれていた、貞と心を通わせており、二人で当時のまそたんに「モンパルナス」と言う愛称を密かにつけていた。マツリゴトの際に貞をまそたんに乗せて送り出しそのまま生贄になり、ミタツの体内にボロボロになった巫女服だけを残している。

## 用語

### 変態飛翔生体（OTF）

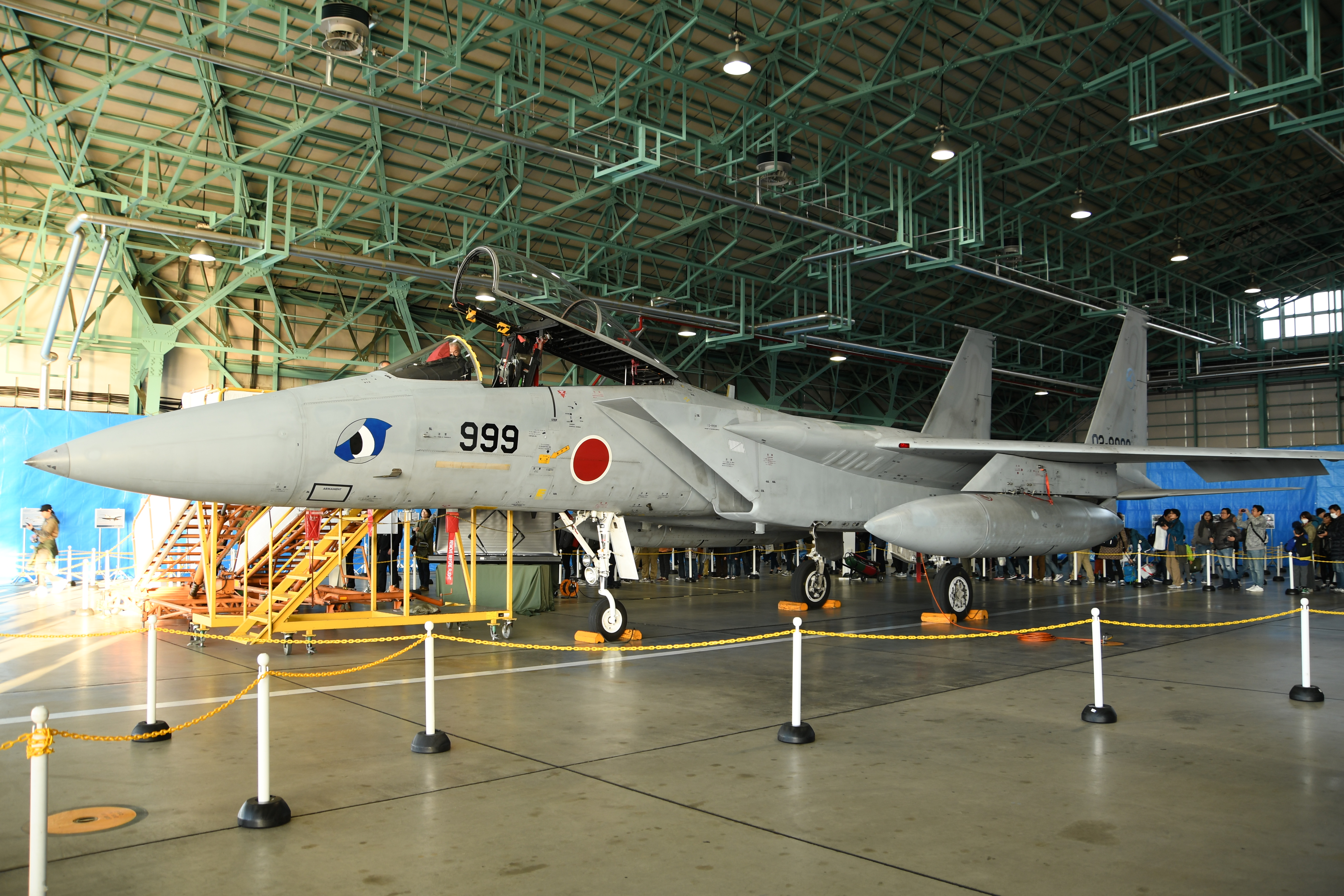
F-15J戦闘機
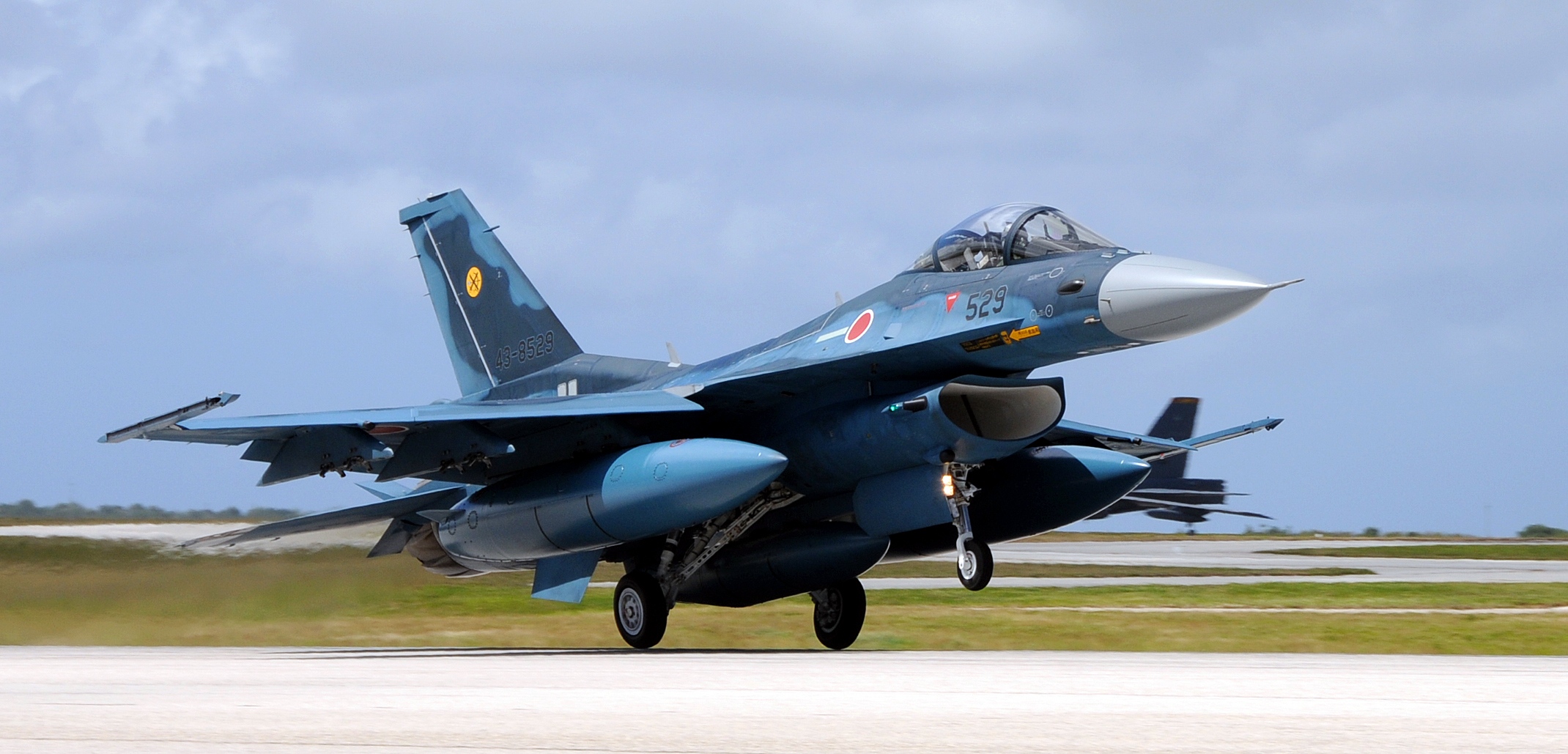
F-2A戦闘機
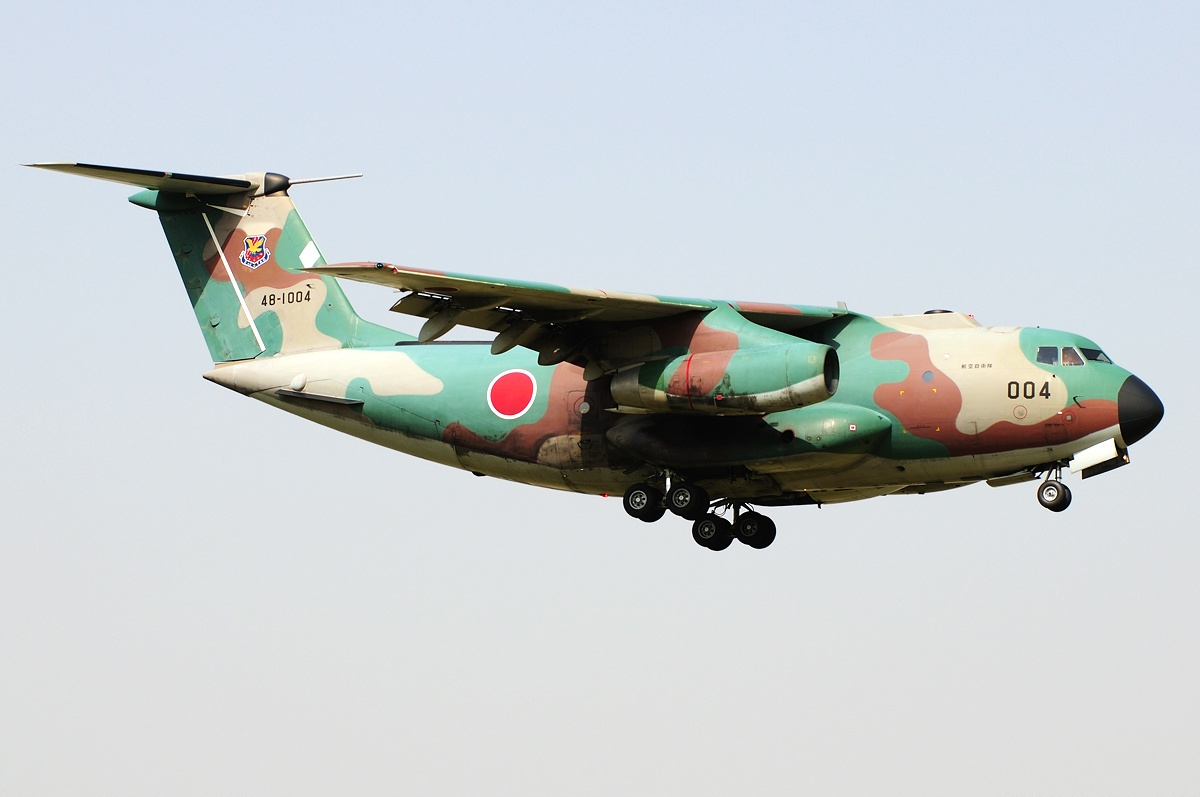
C-1輸送機
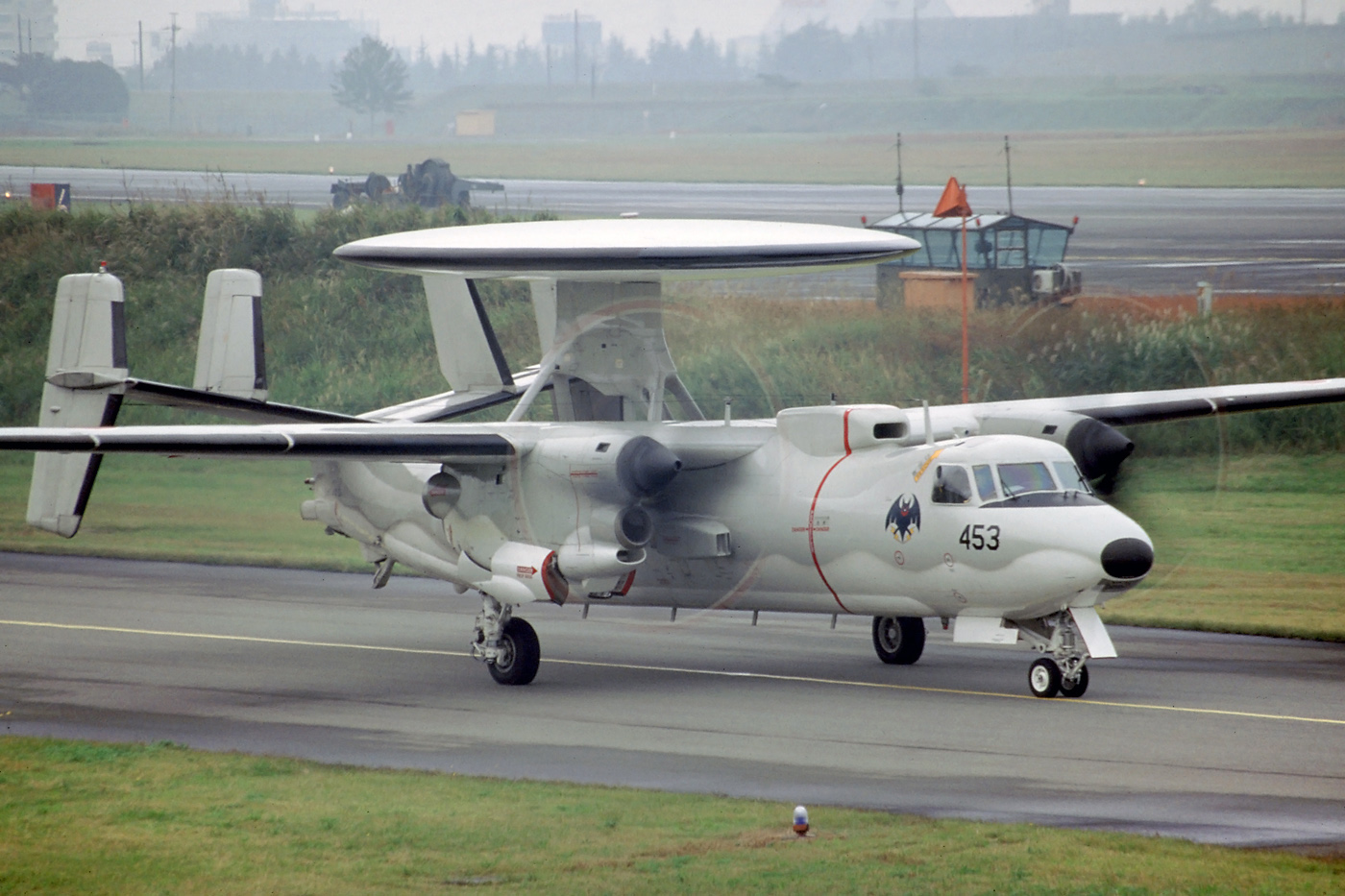
E-2C早期警戒機
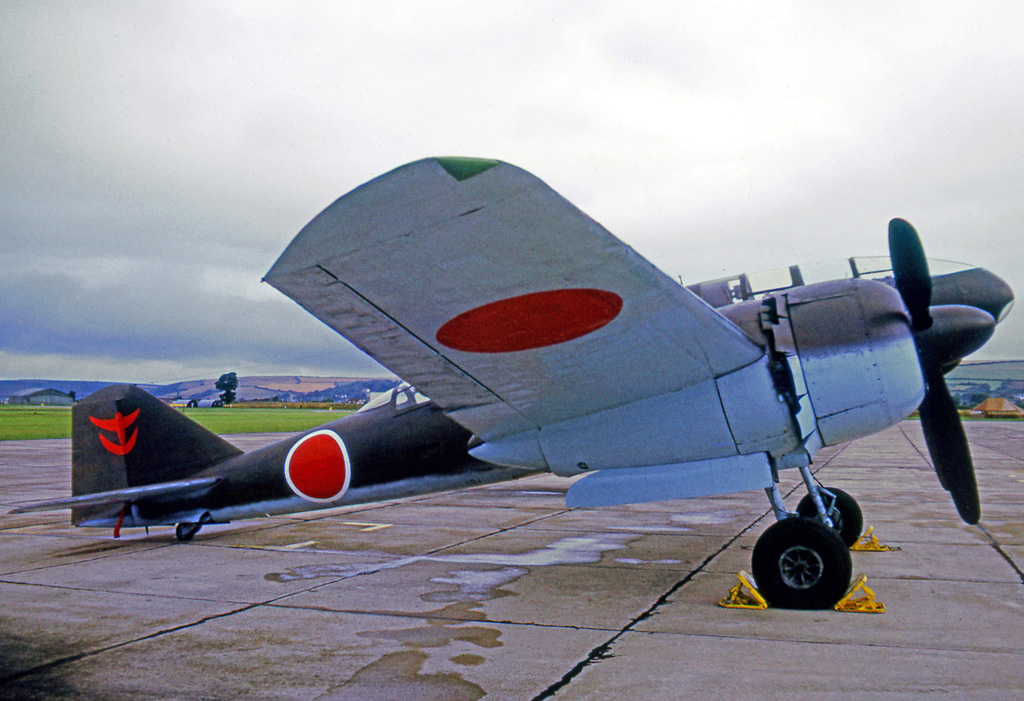
一〇〇式司令部偵察機三型

航空自衛隊基地で管理されているドラゴン（飛竜）。OTF（オーティーエフ）はOrganic Transformed Flyerの略。古よりその生き物を保有する国は富み栄えると言い伝えられ、他国からの干渉を避けるため、時の為政者により存在を擬装・扮装されてきた。戦後は日本政府の命により、航空自衛隊が極秘に管理している。
OTFの体内には猛烈な代謝熱が蓄積するため、普段は格納庫のプールで冷やしておき、定期的に空を飛ばせて熱を放出させる必要がある。その際には軍用機にみせかける外装パーツを装着させる。格納庫内の待機状態、もしくは高高度で放熱する場合は外装を展開したH形態（形態ホテル、FORM Hotel）になり、離着陸や通常飛行時には外装を閉じ合わせたF形態（形態フォックストロット、FORM Foxtrot）に変形する。F形態を保持し続けることは、放熱を阻害することも含め個体へのストレスが大きい。
普段は希少金属（レアメタル）を主食とし、それらが多く使われているフィーチャーフォン（ガラケー）を好んで食べる。レアメタル以外の金属や人間が食べるような食物も摂取は可能である。体内には生体熱機関（ジェットエンジンやロケットエンジン等）を有しており、高温・高圧の噴流を発生させることができる。翼以外にこれを飛行に利用することで戦闘機に匹敵する機動性を発揮、通常より強力な噴流は巻き込まれた他一般戦闘機のジェットエンジンを壊してしまうほどである。また、E-2Cに擬態しているあけみは手部そのものを回転体であるプロペラに変形させており、擬態元のように対空警戒・監視も行なう（外装のレドームと何らかの形で電気的にリンクしていると思われる）。
OTFの声は神田松之丞（当時、現：6代目 神田伯山）。
F-15J まそたん
岐阜基地所属。偽装種別F-15J戦闘機。機体記号02-8999。ひそね搭乗のドラゴン。体色は紺色。胃袋内の上部に付いた円盤状の板に篆書体のような字で「間租譚」と刻まれている。曽々田によれば、真名（まな）は「まそたん」。ひそねが現れるまで3年間Dパイを受け入れなかった。真名がわかるまでひそねはOTFの読みから「おとうふ」と呼んでおり、前任の森山からは「オスカー」と呼ばれていた。マツリゴトでのコールサインは「サーペント」。

F-2A ノーマ
築城基地所属。偽装種別F-2A戦闘機。機体記号33-8566。絵瑠搭乗のドラゴン。体色は赤。絵瑠がDパイになってからは待機時でも負担のかかるフォックストロットのままでいたが、これは絵瑠の「F2に乗りたい」という願いに応えるためであった。無人島での訓練中、絵瑠に冷たくされても耐え続けるその姿に、ひそね達からは「男の中の男、けんさん」と呼ばれていた。絵瑠はF-2（えふつー）→ふつう→ノーマル→ノーマと転じさせてノーマと呼んでいる。マツリゴトでのコールサインは「ワイバーン」。

C1 フトモモ
入間基地所属。偽装種別C-1輸送機。機体記号18-1033。真弓搭乗のドラゴン。体色は緑。ずんぐりとした体型で、真弓からは太腿がチャームポイントでフトモモと呼ばれている。大柄のため海上輸送の際は他のOTFのようにLCACではなく、CH-47が四機がかりで吊り上げて空輸している。F形態時には輸送機と同様に人員輸送モジュールを搭載出来る。マツリゴトでのコールサインは「サラマンダー」。

E-2C あけみ
三沢基地所属。偽装種別E-2C早期警戒機。機体記号64-3477。莉々子搭乗のドラゴン。体色は黄色。他のOTFと違い手足が発達しておらず、外装のプロペラを前肢（指）、尾翼を後脚（鰭脚）として代用している。マツリゴトでのコールサインは「シェンロン」。

キ46-III 一〇〇式司令部偵察機三型
無人島訓練にてDパイたちが見た共通夢に現れたOTF。74年前に樋本貞が搭乗していた、かつてのまそたん。当時の愛称はモンパルナス。

ミタツ
ドラゴンの総元締めともいえる超大型OTF。74年周期で目覚め、次に眠る臥所へ移動する。当初は海に浮かぶ無人島の姿で中に鳥居や祠を備えていた。ひそねたちはここで帰投訓練を行っている。マツリゴトで富山の山中に移動して山に変化した。
- F-15J戦闘機
- F-2A戦闘機
- C-1輸送機
- E-2C早期警戒機
- 一〇〇式司令部偵察機三型

### マツリゴト
宮内庁の統括下で陸・海・空の総力を動員して行う国家的神事。OTFとDパイたちは、74年に1度眠りから目覚める超大型OTF「ミタツ様」を次の臥所（ふしど）へ誘導する役目を担う。ミタツ様の移動速度が遅いため、OTFとDパイは三日三晩飛び続けなければならない。また、各OTFにはマツリゴト専用の識別名が割り振られる。マツリゴトに関わる神職や巫女は世襲制で、幼い頃からその務めを果たすよう育てられる。巫女のひとりは楔女（くさびめ）に選ばれる。
マツリゴト当日は、ミタツ様と共に神職と巫女もOTF輸送モジュールで移動。臥所に近づくとOTFごとミタツ様に呑まれる。その後ミタツ様の体内で神楽を演奏し、楔女の舞いでミタツ様を眠らせる。OTFが二つの尾を結ぶしめ縄を絶ち、体の上下を逆転させる「お寝返り」ののち、楔女がお御鈴に仕込まれた短刀をミタツ様の心臓部である軸に刺して臥所に安定させる。「楔女は死ぬまでミタツ様に寄り添ういけにえとならねばならない。」とされていたが、実際はこれまで軸に短刀を刺す作業後にミタツ様の体内が閉鎖されて脱出が不可能だったことによるものであり、必ずしもその作業を楔女が負う必要はなかったことに気づいたひそね達により、棗らを先に脱出させてひそねが作業を代行している。

## 製作
| 原作                         | BONES、 樋口真嗣、岡田麿里 |
| 総監督                       | 樋口真嗣                   |
| 監督                         | 小林寛                     |
| シリーズ構成                 | 岡田麿里                   |
| キャラクター原案             | 青木俊直                   |
| キャラクターデザイン         | 伊藤嘉之                   |
| メインメカニックデザイン     | 河森正治                   |
| モンスターコンセプトデザイン | コヤマシゲト               |
| コンセプトデザイン           | okama                      |
| ミリタリーアドバイザー       | 小柳啓伍                   |
| 美術デザイン                 | 平澤晃弘                   |
| 美術監督                     | 金子雄司                   |
| 色彩設計                     | 小針裕子                   |
| 撮影監督                     | 佐々木康太                 |
| 3DCG監督                     | 安東容太                   |
| 編集                         | 奥田浩史                   |
| 音響監督                     | 山田陽                     |
| 音響効果                     | 野口透                     |
| 音楽                         | 岩崎太整                   |
| アニメーション制作           | ボンズ                     |

### 企画
「自衛隊戦闘機に扮するドラゴン」という設定は、樋口真嗣の「妄想」がもとになっている。樋口が『日本沈没』（2006年）を撮影していた頃、成田空港で飛行機の写真を撮る航空ファンの様子を見て、「その中に飛行機じゃないものも紛れ込んでいるかもしれない」と考えた。また、撮影や取材でたびたび自衛隊基地を訪れた際、機密上撮影許可が下りない建物があり、「そこに何かが隠されているのではないか」と考えた。樋口と岡田麿里が参加していた実写映画の企画が流れてしまったあと、何か一緒にやりませんかと岡田が誘ったので、「自衛隊版『花咲くいろは』のようなお仕事もの」という線でスタートし、そこに樋口が温めていた「コスプレするドラゴン」というアイデアを加えていった。

### デザイン・作画
全体の画調はほのぼのとしたコメディタッチにまとめられている。キャラクターデザイン原案は漫画家の青木俊直。青木がFacebookに投稿していたTVドラマ『あまちゃん』のファンアート（あま絵）の絵柄でアニメを作ったら面白いのではないか、という所から青木にオファーが届いた。ドラゴンのデザインは本体をコヤマシゲト、変形するメカ部分を河森正治が担当し、最終的に伊藤嘉之がまとめる形となっている。
一般的なテレビアニメは画面に合わせて声優が台詞を読むアフレコ方式で収録しているが、本作は絵コンテをガイドにして先に台詞を収録してから、そのタイミングや演技に合わせてアニメーターが作画するセミプレスコ方式で制作している。
背景は手描きの水彩画を多用し、セル（動画）や3DCGの主線を撮影で太らせることで背景と馴染ませている。放送を視聴したゆうきまさみは「『アニメ』と言うより『動いている漫画』とでもいうような感覚を味わえて、そこも新鮮。」と感想を述べている。

### 提携
作品の舞台となる航空自衛隊岐阜基地でスタッフが取材を行い、司令部庁舎や格納庫、休憩室「まんぼう」や居酒屋「はなの舞」など敷地内にある施設をかなり忠実に描写している。
作中には番組スポンサーであるヤクルトの製品（ジョア）がたびたび登場し、ヤクルト製品を売るヤクルトレディーもキーパーソンとして登場する。番組スタッフの中にジョア好きの者がおり、作品のリアリティを出すためヤクルトから許諾をえて登場させている。
2018年11月18日に行われた岐阜基地航空祭では、樋口とひそね役の久野美咲が「一日飛実団司令」として参加しトークショーを行った。また、作中の機体に似せた「まそたんの眼」をペイントしたF-15戦闘機が展示飛行を行った。

## 主題歌
オープニングテーマ
「少女はあの空を渡る」（第2話 - 第7話）
作詞 - 岡田麿里 / 作曲・編曲 - 岩崎太整 / 歌 - 福本莉子
第12話ではエンディングで使用。
「少女はあの空に惑う」（第8話 - 第11話）
作詞 - 岡田麿里 / 作曲・編曲 - 岩崎太整 / 歌 - 福本莉子

エンディングテーマ「Le temps de la rentrée〜恋の家路（新学期）〜」（第2話 - 第11話）
作詞 - GALL ROBERT HENRI / 作曲 - GALL PATRICE MAURICE / 編曲 - 岩崎太整
歌 - Dパイ［甘粕ひそね（久野美咲）、貝崎名緒（黒沢ともよ）、星野絵瑠（河瀬茉希）、絹番莉々子（新井里美）、日登美真弓（名塚佳織）］
フランスの女性歌手フランス・ギャルの曲「Le temps de la rentrée」（ル・トン・ドゥ・ラ・ロントレ、邦題「恋の家路」）のカヴァー。エンディングでは話数によりボーカル・コーラスの組み合わせが異なる。
- 第2話 - ひそね×名緒 ver.
- 第3話 - ひそね×名緒（Chorus:ひそね×名緒） ver.
- 第4話 - 絵瑠×莉々子×真弓 ver.
- 第5話 - ひそね×絵瑠（Chorus:莉々子×真弓） ver.
- 第6話 - ひそね×絵瑠×莉々子×真弓（Chorus:名緒） ver.
- 第7話 - 莉々子 ver.
- 第8話 - ひそね×名緒（Chorus:絵瑠×莉々子×真弓） ver.
- 第9話 - ひそね ver.
- 第10話 - ひそね×名緒×絵瑠×莉々子×真弓（Chorus:ひそね×名緒×絵瑠×莉々子×真弓） ver.
- 第11話 - OFF VOCAL Ver.

挿入歌
「岐阜県民の歌」（第4話）
演奏 - 県立池田高等学校吹奏楽部
「燃えろよ燃えろ」（第5話）
作詞 - 串田孫一 / 作曲 - フランス民謡

## 各話リスト
| 話数 | サブタイトル                           | 脚本                       | 絵コンテ | 演出                                | 作画監督                                                                                                  | メカ作画監督                 |
| --- | -------------------------------------- | -------------------------- | -------- | ----------------------------------- | --- | ---------------------------- |
| 第1話 | 正気の沙汰ではないんです               | 岡田磨里                   | 小林寛   | 三宅将平                            | 堀川耕一 秋山英一 岐神麻芽 斎藤香 稲熊一晃 小柏奈弓                                                       | 本城恵一朗                   |
| 新人自衛官の甘粕ひそねは空自の格納庫のプールにいたOTFに出会い、いきなり飲み込まれる。適性を認められDパイに選ばれるが、ひそねは拒否。辞めるつもりでもう一度OTFに会いに行くと、OTFはひそねを飲み込み久しぶりに空を飛ぶ。ひそねはDパイとして部隊に残る決心をする。 |                                        |                            |          |                                     | |                              |
| 第2話 | ドラゴンの名前はまそたんにします       | 岡田磨里                   | 寺東克己 | 守田芸成                            | 春日広子 中山知世                                                                                         | 倉本和希                     |
| ひそねは幾嶋博己にパイロットスーツ採寸のため体を触られ絶叫する。ひそねに嫉妬する貝崎名緒はひそねに嫌がらせをするが逆に好意を持たれていると誤解されてしまう。柿保令美に咎められた名緒は基地を飛び出す。OTFで捜索に出たひそねは、OTFの体内に「間租譚」の文字を見つける。OTFは名緒を発見し、ひそねに頼まれると名緒を飲み込み飛行する。ひそねはOTFを「まそたん」と名付ける。 |                                        |                            |          |                                     | |                              |
| 第3話 | 責任とってくださいよ                   | 小柳啓伍                   | 樋口真嗣 | 佐竹秀幸                            | 小柏奈弓 関口亮輔 岐神麻芽 石毛理恵                                                                       | 米田騎士                     |
| Dパイとして配属されたひそねは、前任者「フォレスト」こと森山のことを知る。フォレストの名に反応するまそたん。航空祭で目玉の航空機が故障し、まそたんを擬態させることになったが、まそたんは機嫌を損ねて受け付けない。そこへ子連れの森山が現れ、まそたんを説得、ひそねとまそたんの航空ショーは成功する。森山はひそねのTACネームを「ひそね」と命名する。                       |                                        |                            |          |                                     | |                              |
| 第4話 | ヤツらが岐阜にやって来た               | 和場明子 岡田麿里          | 小林寛   | 蓮井隆弘                            | 稲熊一晃 斎藤香 堀川耕一 秋山英一 岐神麻芽 中山和世 春日広子                                              | 本城恵一朗                   |
| 岐阜基地で各地のDパイたちが集められ合同訓練が行われる。プライドの高い星野絵瑠は模擬戦で焦って無理をさせたため、ドラゴンが空中で擬態を解いてしまうという失敗をする。「しょせんは動物」と吐き捨てる絵瑠に、温厚な日登美真弓は静かに反発。ひそねは絹番莉々子から絵瑠への無神経な言動を指摘され、うろたえる。                                                                |                                        |                            |          |                                     | |                              |
| 第5話 | スキ好んで嫌われたい人なんていますか？ | 和場明子 小柳啓伍 岡田麿里 | 寺東克己 | 平野宏樹                            | 岐神麻芽 清池奈保 細田沙織 稲熊一晃                                                                       | 倉本和希                     |
| DパイとOTFは無人島から一週間以内に基地に帰投するという課題を与えられ、島に置き去りにされる。なぜかOTFは飛ぼうとしない。トラブルを乗り越え、なんとかまとまったひそね、真弓、莉々子。だが絵瑠は一人いかだを作り島脱出をはかる。飯干事務次官は絵瑠がOTFに心を開くことで「マツリゴト」の扉が開くと考えていた。                                                               |                                        |                            |          |                                     | |                              |
| 第6話 | 君の名前を叫ぶから                     | 小柳啓伍 和場明子 岡田麿里 | 松尾衡   | 三宅将平                            | 堀川耕一 中山知世 春日広子                                                                                | 米田騎士                     |
| 無人島生活5日目。絵瑠はいかだで海に出るが嵐に阻まれる。F2はアフターバーナーで絵瑠の居場所を知らせたが、放熱できず衰弱する。ひそねたちから事情を聞いた絵瑠は「ノーマ」と呼びかけ擬態を解かせる。他のOTFたちの様子も変わり、4人はOTFに乗って基地に帰還する。 |                                        |                            |          |                                     | |                              |
| 第7話 | 恋する王国                             | 岡田麿里                   | 高橋敦史 | 佐竹秀幸                            | 小柏奈弓 稲熊一晃                                                                                         | 本城恵一朗                   |
| 飯干はDパイをOTFに依存させるため、ひどい失恋をさせることを画策。莉々子に『キングダム』最新話と引き換えにDパイの恋愛観を調査させる。小此木は曽々田たちに命じられ、ひそねとデートするが友達になったとだけ報告。絵瑠、真弓の縁組も失敗に終わる。 |                                        |                            |          |                                     | |                              |
| 第8話 | 期間限定！激辛おばあさん味             | 小柳啓伍                   | 堀元宣   | 守田芸成                            | 斎藤香 秋山英一 関本美穂 中山知世                                                                         | 倉本和希 本城恵一朗          |
| 飯干は74年に一度の神事「マツリゴト」の計画を明かす。「ミタツ様」誘導のため、OTFで三日三晩超低速飛行する訓練が行われる。三日目、睡眠不足で飛行が乱れるひそねたちに、元Dパイの樋本貞は「眠りながら飛べ」と叱咤する。無事訓練を終えたひそねたちの前に、飯干が6人の「巫女」を連れて現れる。                                                                                  |                                        |                            |          |                                     | |                              |
| 第9話 | ギャーーー!!                           | 和場明子                   | 平川哲生 | 蓮井隆弘                            | 岐神麻芽 清池奈保 細田沙織 秋山英一 堀元宣 堀川耕一 春日広子 中山知世 佐竹秀幸 稲熊一晃                   | 米田騎士 本城恵一朗 倉本和希 |
| 巫女の三角棗は小此木につきまとい、ひそねに嫉妬する。樋本の訓練は厳しさを増し、Dパイは疲労困憊。絵瑠は嫌っていた財投を意識しはじめる。棗の指摘で小此木を好きになったことに気付いたひそねは絶叫。ひそねと絵瑠がOTFに消化されそうになる「吻合」が発生。飯干は二人が恋をしていると指摘する。                                                                                 |                                        |                            |          |                                     | |                              |
| 第10話 | 好きになったらトロけちゃう             | 岡田磨里                   | 高橋敦史 | 平野宏樹                            | 堀川耕一 小柏奈弓 中山知世 春日広子 清池奈保 秋山英一 岐神麻芽 斎藤香 稲熊一晃 伊藤嘉之                   | 本城恵一朗                   |
| ひそねと絵瑠はOTF訓練から降ろされる。絵瑠は財投のひどい発言をきっかけに彼への思いを断ち切りDパイに復帰。名緒は幾嶋の特殊スーツでまそたんの整備用飛行に成功。ひそねは小此木への好意をようやく自覚し、Dパイと自衛官を辞めると申し出る。 |                                        |                            |          |                                     | |                              |
| 第11話 | モンパルナスの空とクズ女               | 岡田磨里                   | 小林寛   | 野亦則行                            | 小柏奈弓 堀川耕一 中山知世 春日広子 清池奈保 岐神麻芽 稲熊一晃 石田廣二 吉田奏子 内田直人 石毛理恵        | 倉本和希 本城恵一朗（総）    |
| マツリゴト当日。まそたんにはひそねに代わって樋本が搭乗するが、途中吻合を起こして富山方面へ迷走。富山の実家にいたひそねは異状を感じて雨の中家を飛び出す。柿保に謝罪し、飛行中のまそたんに乗り込み、無事合流するひそね。ミタツ様の中で小此木と巫女たちの神事が始まる。樋本はいけにえが必要と明かす。                                                                       |                                        |                            |          |                                     | |                              |
| 第12話 | 無敵の私たち                           | 岡田磨里                   | 小林寛   | 三宅将平 平野宏樹 佐竹秀幸 蓮井隆弘 | 堀川耕一 春日広子 清池奈保 稲熊一晃 藤巻裕一 佐竹秀幸 小柏奈弓 中山知世 岐神麻芽 堀元宣 秋山英一 伊藤嘉之 | 米田騎士 本城恵一朗          |
| 楔女が犠牲になると知ったひそねは棗を説得。Dパイは独断で巫女たちを外に出し、ミタツ様のお寝返りを強行する。お寝返りを止める楔を打つため、ひそねとまそたんはミタツ様の中に飛び込み消息不明になる。3か月後、作戦班は解散。小此木はガラケーを持って山になったミタツ様を訪れると、飛び出してきたまそたんに呑まれ、体内でひそねと会話する。                                     |                                        |                            |          |                                     | |                              |

## 放送局
| 放送期間                | 放送時間                     | 放送局   | 対象地域   | 備考                                   |
| ----------------------- | ---------------------------- | -------- | ---------- | -------------------------------------- |
| 2018年4月13日 - 6月29日 | 金曜 0:00 - 0:30（木曜深夜） | BSフジ   | 日本全域   | 製作参加 / BS放送 / 『アニメギルド』枠 |
|                         |                              | TOKYO MX | 東京都     |                                        |
|                         | 金曜 0:45 - 1:15（木曜深夜） | 岐阜放送 | 岐阜県     |                                        |
| 2018年4月18日 - 7月4日  | 水曜 2:30 - 3:00（火曜深夜） | 毎日放送 | 近畿広域圏 | 『アニメ特区』第1部                    |

- 毎日放送では第8話より放送時の冒頭に「この作品はフィクションであり、政府や自衛隊の実際の活動とは無関係である」というテロップが表示されている。
- インターネットではNetflixにて2018年4月13日より配信[28]。

## 関連メディア

### BD / DVD
諸般の事情により、発売予定日が変更となっている。
| 巻     | 発売日         | 収録話         | 規格品番   | 規格品番   |
| 巻     | 発売日         | 収録話         | BD特装版   | DVD特装版  |
| ------ | -------------- | -------------- | ---------- | ---------- |
| 接触篇 | 2018年11月14日 | 第1話 - 第6話  | 1000726052 | 1000727052 |
| 発動篇 | 2018年12月12日 | 第7話 - 第12話 | 1000726053 | 1000727053 |

### 漫画
青木俊直によるコミカライズ作品が、『月刊ドラゴンエイジ』（KADOKAWA）2018年4月号から8月号まで連載された。
- 「ひそねとまそたん 名緒のそら」(2018年11月9日 KADOKAWA)[34]

### 書籍
- 「ひそねとまそたん 公式設定資料集」 (2018年8月2日発売　一迅社)　ISBN-13: 978-4758016124

### ダイジェスト動画
YouTubeでOTFの声を務めた講談師・神田松之丞（現：六代目神田伯山）による振り返りダイジェスト動画が配信された。2018年5月22日に第1話～第3話、第4話～第6話、7月9日に第7話～第9話、第10話～第12話が配信。イラストはキャラクター原案の青木俊直。